# Jackie Bezos
 (14 août 2025).
Le texte peut changer fréquemment, n’est peut-être pas à jour et peut manquer de recul. N’hésitez pas à participer, en veillant à citer vos sources.
Pour les articles homonymes, voir Bezos (homonymie).
Jacklyn Bezos, née Gise, anciennement Jorgensen le 29 décembre 1946 à Washington et morte le 14 août 2025 à Miami, est une femme d'affaires américaine. Elle est la mère de Jeff et Mark Bezos.

## Biographie
Née le 29 décembre 1946 à Washington, elle grandit à Albuquerque. 
Elle tombe enceinte de son premier enfant, Jeff, à l'âge de 17 ans. Jackie et Ted Jorgensen, le père biologique de Jeff, se marient en 1963. Jeune mère, elle est employée de banque le jour et étudiante le soir.
Elle rencontre Miguel Bezos, un immigré cubain. Ils se marient le 5 avril 1968 et accueillent deux enfants, Christina et Mark.
À 45 ans, elle reprend ses études là où elle les avait laissées et obtient une licence en psychologie avec mention très bien, à l'université Saint Elizabeth du New Jersey.
Elle croit au projet de Jeff Bezos d'ouvrir une librairie immense sur Internet. En 1995, elle et son époux lui offrent un chèque de 245 000 dollars.Jackie et Miguel Bezos créent en 2000 la Bezos Family Foundation, Jackie en est la présidente.
On lui diagnostique en 2020 la maladie à corps de Lewy.
Jackie Bezos meurt le 14 août 2025.